# Sousson
Der Sousson ist ein Fluss in Frankreich, der im Département Gers in der Region Okzitanien verläuft. Er entspringt beim Mont Cassin, im Gemeindegebiet von Aujan-Mournède, entwässert generell in nördlicher Richtung und mündet nach rund 34 Kilometern an der Gemeindegrenze von Pavie und Auch als linker Nebenfluss in den Gers.

## Orte am Fluss
(Reihenfolge in Fließrichtung)
- Aujan-Mournède
- Samaran
- Saint-Arroman
- Clermont-Pouyguillès
- Pavie